# Nicolás Medina (militar)
Nicolás Medina (La Merced, provincia de Salta, 1789 - Las Vizcacheras, provincia de Buenos Aires, 1829) fue un militar argentino que participó en las campañas libertadoras de Chile y Perú, en la Guerra del Brasil y en la guerra civil de su país. Falleció durante el combate de las Vizcacheras, cerca de la ciudad actual de Rauch en la provincia de Buenos Aires, donde fue inhumado el 28 de marzo de 1829 a la edad de 40 años.

## Biografía
Hijo de Luis Bernardo Medina, santiagueño, y de su esposa, Melchora Ruiz, nació en La Merced (Salta), donde fue bautizado el 17 de septiembre de 1789. Desde que era joven vivió en Mendoza, dedicado al comercio. A fines de 1814 se unió al Ejército de los Andes, como oficial del Batallón Nro. 11 de infantería, cuyo jefe era el coronel Juan Gregorio de Las Heras. Cruzó la cordillera en 1817 y luchó en Chacabuco, Curapaligüe, Gavilán, Talcahuano, Cancha Rayada y Maipú.
Participó en la campaña de San Martín al Perú e hizo a órdenes de Arenales la Primera campaña de Arenales a la sierra del Perú, peleando en Ica, Nazca, Huamanga, Tarma y Cerro de Pasco. Luchó en el sitio del Callao y, después de la retirada de José de San Martín, en la desastrosa campaña de Puertos Intermedios y en las derrotas de Torata y Moquegua.
De regreso a Lima, fue asignado a la guarnición de la fortaleza del Callao. Cuando se produjo la sublevación del Callao y ésta se pasó a los realistas, fue tomado prisionero y trasladado a Puno. Poco después de la batalla de Ayacucho fue puesto en libertad.
Regresó a la Argentina en 1825 y se unió a la campaña del Brasil como ayudante de estado mayor; luchó en Ituzaingó, Camacuá, Padre Filiberto y Las Cañas. En mayo de 1827 fue ascendido al grado de coronel.
De regreso a Buenos Aires, fue nombrado jefe del regimiento de caballería nro 4. Participó en la revolución de Juan Lavalle contra Manuel Dorrego, en diciembre de 1828. Combatió en la batalla de Navarro e hizo algunas campañas contra los gauchos del campo, federales casi sin excepción, que se agruparon en montoneras para oponerse a las tropas de Lavalle. Venció en las costas del río Salado a uno de los más importantes de ellos.
Poco más tarde, se unió como segundo jefe a las fuerzas del coronel alemán Federico Rauch. El día 28 de marzo de 1829, ambos fueron vencidos por los caudillos Miranda y José Luis Molina –que estaban acompañados por indígenas ranqueles– en la batalla de Las Vizcacheras. Casi todos los oficiales fueron tomados prisioneros, y al menos dos –Rauch y Medina– fueron lanceados por los indígenas, en venganza por el trato inhumano dado por el jefe alemán a los indígenas que habían caído en sus manos.
Era medio hermano del general uruguayo, Anacleto Medina y Biera, un año mayor que el coronel.